# Hottentotta akbarii
Espèce
Hottentotta akbarii est une espèce de scorpions de la famille des Buthidae.

## Distribution
Cette espèce est endémique de la province du Fars en Iran. Elle se rencontre vers Nourabad.

## Description
Le mâle holotype mesure 87,53 mm.

## Étymologie
Cette espèce est nommée en l'honneur d'Abolfazl Akbari.

## Publication originale
- Yağmur, Moradi, Tabatabaei & Jafari, 2022 : « Contributions to the scorpion fauna of Iran. Part II. Hottentotta akbarii sp. nov. from the Fars Province (Scorpiones: Buthidae). » Serket, vol. 18, no 3, p. 252-262.